# Étienne Boéri
Pour les articles homonymes, voir Boéri.
Étienne Boéri, né le 7 octobre 1900 à Monaco, commune où il est mort le 8 mars 1998, est connu pour avoir été président de l'AS Monaco FC en 1934 et de 1948 à 1951.

## Biographie
Étienne Boéri fut président de l'AS Monaco FC en 1934 et de 1948 à 1951. Il fut aussi le président de l'Automobile Club de Monaco entre 1965 et 1968.

## Décoration
- Médaille d'honneur de l'éducation physique et des sports, échelon or (1953)[5]